# Wendlandia angustifolia
Wendlandia angustifolia är en måreväxtart som beskrevs av Robert Wight och Joseph Dalton Hooker. Wendlandia angustifolia ingår i släktet Wendlandia och familjen måreväxter. IUCN kategoriserar arten globalt som utdöd. Inga underarter finns listade i Catalogue of Life.